# ۵۴۴ (قمری)
۵۴۴ (قمری)، پانصد و چهل و چهارمین سال در گاهشماری هجری قمری است. اول محرم این سال برابر با هجدهم مه سال ۱۱۴۹ میلادی است.

## زادگان
- فخر رازی: فیلسوف، دانشمند و حکیم مسلمان ایرانی. (زاده شهرری)

## وابسته
- خلفای فاطمی
- تاریخ بیهق